# Троицко-Печорск (городское поселение)
Троицко-Печорск — административно-территориальная единица (административная территория пгт с подчинённой ему территорией) и муниципальное образование (городское поселение с полным официальным наименованием муниципальное образование городского поселения «Троицко-Печорск») в составе муниципального района Троицко-Печорского в Республике Коми Российской Федерации.
Административный центр — пгт Троицко-Печорск.

## История
Статус и границы административной территории установлены Законом Республики Коми от 6 марта 2006 года № 13-РЗ «Об административно-территориальном устройстве Республики Коми».
Статус и границы городского поселения установлены Законом Республики Коми от 6 марта 2006 года № 13-РЗ «Об административно-территориальном устройстве Республики Коми».

## Население
| 2010  | 2011  | 2012  | 2013  | 2014  | 2015  | 2016  |
| ----- | ----- | ----- | ----- | ----- | ----- | ----- |
| 7326  | ↘7308 | ↘7130 | ↘6916 | ↘6654 | ↘6472 | ↘6388 |
| 2017  | 2018  | 2019  | 2020  | 2021  | 2024  |       |
| ↘6352 | ↘6285 | ↘6190 | ↘6077 | ↗6081 | ↘5850 |       |

## Состав
Состав административной территории и городского поселения:
| № | Населённый пункт | Тип населённого пункта      | Население |
| - | ---------------- | --------------------------- | --------- |
| 1 | Большая Сойва    | деревня                     | ↘26       |
| 2 | Троицко-Печорск  | пгт, административный центр | ↘5824     |